# Dwars door België 1973
La Dwars door België 1973, ventottesima edizione della corsa, si svolse il 25 marzo su un percorso di 199 km, con partenza ed arrivo a Waregem. Fu vinta dal belga Roger Loysch della squadra Watney-Maes Pils davanti ai connazionali Jozef Abelshausen e Freddy Maertens.

## Ordine d'arrivo (Top 10)
| Pos. | Corridore           | Squadra                    | Tempo    |
| ---- | ------------------- | -------------------------- | -------- |
| 1    | Roger Loysch        | Watney-Maes Pils           | 5h06'00" |
| 2    | Jozef Abelshausen   | Ijsboerke-Bertin           | s.t.     |
| 3    | Freddy Maertens     | Flandria-Carpenter-Shimano | s.t.     |
| 4    | Ronny Vanmarcke     | Flandria-Carpenter-Shimano | s.t.     |
| 5    | Ronny Van De Vijver | Ijsboerke-Bertin           | a 1'05"  |
| 6    | Eric Leman          | Peugeot-BP-Michelin        | a 1'10"  |
| 7    | Walter Planckaert   | Watney-Maes Pils           | s.t.     |
| 8    | Dirk Baert          | Novy-Romy Pils-Total       | s.t.     |
| 9    | Frans Verhaegen     | Ijsboerke-Bertin           | s.t.     |
| 10   | Hervé Vermeeren     | Hertekamp                  | s.t.     |